# Universidad del Peloponeso
La Universidad del Peloponeso (en griego: Πανεπιστήμιο Πελοποννήσου) es una universidad situada en Peloponeso. Fue creada en 2002.
Dispone de 5 campus con diferente facultades: 
- Corinto: Facultad de ciencias sociales.
- Kalamata: Facultad de las ciencias humanas y estudios de cultura.
- Nauplia: Facultad de las Bellas Artes.
- Esparta: Facultad de las ciencias humanas de movimiento y calidad de vida (organización y gestión de los deportes y enfermería).
- Trípoli: Facultad de la Ciencia y tecnología, es también la sede central de la universidad.

La universidad dispone también de un centro de enseñanza del griego moderno para los extranjeros en Kalamata, con sección en el verano para los griegos del extranjero.